# Puhs film om Heffaklumpen
Puhs film om Heffaklumpen (engelska: Pooh's Heffalump Movie) är en amerikansk animerad film från 2005, producerad av Walt Disney Pictures. I huvudrollen syns Nalle Puh. Den hade premiär på bio den 4 februari det året i Polen och Island.

## Handling
En morgon blir vännerna i Sjumilaskogen väckta av ett mystiskt ljud. Kanin förklarar att det bara kan vara den fasliga heffaklumpen som ligger bakom. Vännerna bestämmer sig för att göra en heffaklumpsexpedition för att fånga monstret. Alla får följa med, utom Ru som Kanin anser vara för liten. Ru bestämmer sig dock för att själv ge sig ut på en egen expedition för att visa de andra att han inte är för liten.

## Röster
- Nalle Puh - Guy de la Berg
- Nasse - Michael Blomqvist
- Kanin - Charlie Elvegård
- Tiger - Rolf Lydahl
- Ru - Linus Hallström
- Kängu - Ayla Kabaca
- Ior - Bengt Skogholt
- Heffa - Filip Hallqvist
- Heffas mamma - Beatrice Järås

## Om filmen
- Filmen fick uppföljaren Puhs Heffaklump Halloween som gavs ut direkt på DVD den 19 oktober samma år.